# Giang Đông (khu vực địa lý)
Giang Đông là khu vực phía đông Trường Giang, người xưa lấy phía đông là bên trái (tả) nên khu vực này còn có tên gọi là Giang Tả.
Trong lịch sử Trung Quốc, Giang Đông luôn là một trung tâm phát triển cao trong cả nước về văn hóa và kinh tế. Tại đây có Nam Kinh, thành phố từng là kinh đô của 6 triều đại phong kiến Trung Hoa và thủ đô của Trung Hoa Dân Quốc.